# Scacco al cavallo
Scacco al cavallo o Knight mate chess è una variante del gioco degli scacchi in cui il ruolo di pezzo principale è assunto dal cavallo invece che dal re, come di consueto.
|   | a | b | c | d | e | f | g | h |   |
| 8 | a8 torre del nero · b8 re del nero · c8 alfiere del nero · d8 donna del nero · e8 cavallo del nero · f8 alfiere del nero · g8 re del nero · h8 torre del nero · a7 pedone del nero · b7 pedone del nero · c7 pedone del nero · d7 pedone del nero · e7 pedone del nero · f7 pedone del nero · g7 pedone del nero · h7 pedone del nero · a2 pedone del bianco · b2 pedone del bianco · c2 pedone del bianco · d2 pedone del bianco · e2 pedone del bianco · f2 pedone del bianco · g2 pedone del bianco · h2 pedone del bianco · a1 torre del bianco · b1 re del bianco · c1 alfiere del bianco · d1 donna del bianco · e1 cavallo del bianco · f1 alfiere del bianco · g1 re del bianco · h1 torre del bianco | a8 torre del nero · b8 re del nero · c8 alfiere del nero · d8 donna del nero · e8 cavallo del nero · f8 alfiere del nero · g8 re del nero · h8 torre del nero · a7 pedone del nero · b7 pedone del nero · c7 pedone del nero · d7 pedone del nero · e7 pedone del nero · f7 pedone del nero · g7 pedone del nero · h7 pedone del nero · a2 pedone del bianco · b2 pedone del bianco · c2 pedone del bianco · d2 pedone del bianco · e2 pedone del bianco · f2 pedone del bianco · g2 pedone del bianco · h2 pedone del bianco · a1 torre del bianco · b1 re del bianco · c1 alfiere del bianco · d1 donna del bianco · e1 cavallo del bianco · f1 alfiere del bianco · g1 re del bianco · h1 torre del bianco | a8 torre del nero · b8 re del nero · c8 alfiere del nero · d8 donna del nero · e8 cavallo del nero · f8 alfiere del nero · g8 re del nero · h8 torre del nero · a7 pedone del nero · b7 pedone del nero · c7 pedone del nero · d7 pedone del nero · e7 pedone del nero · f7 pedone del nero · g7 pedone del nero · h7 pedone del nero · a2 pedone del bianco · b2 pedone del bianco · c2 pedone del bianco · d2 pedone del bianco · e2 pedone del bianco · f2 pedone del bianco · g2 pedone del bianco · h2 pedone del bianco · a1 torre del bianco · b1 re del bianco · c1 alfiere del bianco · d1 donna del bianco · e1 cavallo del bianco · f1 alfiere del bianco · g1 re del bianco · h1 torre del bianco | a8 torre del nero · b8 re del nero · c8 alfiere del nero · d8 donna del nero · e8 cavallo del nero · f8 alfiere del nero · g8 re del nero · h8 torre del nero · a7 pedone del nero · b7 pedone del nero · c7 pedone del nero · d7 pedone del nero · e7 pedone del nero · f7 pedone del nero · g7 pedone del nero · h7 pedone del nero · a2 pedone del bianco · b2 pedone del bianco · c2 pedone del bianco · d2 pedone del bianco · e2 pedone del bianco · f2 pedone del bianco · g2 pedone del bianco · h2 pedone del bianco · a1 torre del bianco · b1 re del bianco · c1 alfiere del bianco · d1 donna del bianco · e1 cavallo del bianco · f1 alfiere del bianco · g1 re del bianco · h1 torre del bianco | a8 torre del nero · b8 re del nero · c8 alfiere del nero · d8 donna del nero · e8 cavallo del nero · f8 alfiere del nero · g8 re del nero · h8 torre del nero · a7 pedone del nero · b7 pedone del nero · c7 pedone del nero · d7 pedone del nero · e7 pedone del nero · f7 pedone del nero · g7 pedone del nero · h7 pedone del nero · a2 pedone del bianco · b2 pedone del bianco · c2 pedone del bianco · d2 pedone del bianco · e2 pedone del bianco · f2 pedone del bianco · g2 pedone del bianco · h2 pedone del bianco · a1 torre del bianco · b1 re del bianco · c1 alfiere del bianco · d1 donna del bianco · e1 cavallo del bianco · f1 alfiere del bianco · g1 re del bianco · h1 torre del bianco | a8 torre del nero · b8 re del nero · c8 alfiere del nero · d8 donna del nero · e8 cavallo del nero · f8 alfiere del nero · g8 re del nero · h8 torre del nero · a7 pedone del nero · b7 pedone del nero · c7 pedone del nero · d7 pedone del nero · e7 pedone del nero · f7 pedone del nero · g7 pedone del nero · h7 pedone del nero · a2 pedone del bianco · b2 pedone del bianco · c2 pedone del bianco · d2 pedone del bianco · e2 pedone del bianco · f2 pedone del bianco · g2 pedone del bianco · h2 pedone del bianco · a1 torre del bianco · b1 re del bianco · c1 alfiere del bianco · d1 donna del bianco · e1 cavallo del bianco · f1 alfiere del bianco · g1 re del bianco · h1 torre del bianco | a8 torre del nero · b8 re del nero · c8 alfiere del nero · d8 donna del nero · e8 cavallo del nero · f8 alfiere del nero · g8 re del nero · h8 torre del nero · a7 pedone del nero · b7 pedone del nero · c7 pedone del nero · d7 pedone del nero · e7 pedone del nero · f7 pedone del nero · g7 pedone del nero · h7 pedone del nero · a2 pedone del bianco · b2 pedone del bianco · c2 pedone del bianco · d2 pedone del bianco · e2 pedone del bianco · f2 pedone del bianco · g2 pedone del bianco · h2 pedone del bianco · a1 torre del bianco · b1 re del bianco · c1 alfiere del bianco · d1 donna del bianco · e1 cavallo del bianco · f1 alfiere del bianco · g1 re del bianco · h1 torre del bianco | a8 torre del nero · b8 re del nero · c8 alfiere del nero · d8 donna del nero · e8 cavallo del nero · f8 alfiere del nero · g8 re del nero · h8 torre del nero · a7 pedone del nero · b7 pedone del nero · c7 pedone del nero · d7 pedone del nero · e7 pedone del nero · f7 pedone del nero · g7 pedone del nero · h7 pedone del nero · a2 pedone del bianco · b2 pedone del bianco · c2 pedone del bianco · d2 pedone del bianco · e2 pedone del bianco · f2 pedone del bianco · g2 pedone del bianco · h2 pedone del bianco · a1 torre del bianco · b1 re del bianco · c1 alfiere del bianco · d1 donna del bianco · e1 cavallo del bianco · f1 alfiere del bianco · g1 re del bianco · h1 torre del bianco | 8 |
| 7 | a8 torre del nero · b8 re del nero · c8 alfiere del nero · d8 donna del nero · e8 cavallo del nero · f8 alfiere del nero · g8 re del nero · h8 torre del nero · a7 pedone del nero · b7 pedone del nero · c7 pedone del nero · d7 pedone del nero · e7 pedone del nero · f7 pedone del nero · g7 pedone del nero · h7 pedone del nero · a2 pedone del bianco · b2 pedone del bianco · c2 pedone del bianco · d2 pedone del bianco · e2 pedone del bianco · f2 pedone del bianco · g2 pedone del bianco · h2 pedone del bianco · a1 torre del bianco · b1 re del bianco · c1 alfiere del bianco · d1 donna del bianco · e1 cavallo del bianco · f1 alfiere del bianco · g1 re del bianco · h1 torre del bianco | a8 torre del nero · b8 re del nero · c8 alfiere del nero · d8 donna del nero · e8 cavallo del nero · f8 alfiere del nero · g8 re del nero · h8 torre del nero · a7 pedone del nero · b7 pedone del nero · c7 pedone del nero · d7 pedone del nero · e7 pedone del nero · f7 pedone del nero · g7 pedone del nero · h7 pedone del nero · a2 pedone del bianco · b2 pedone del bianco · c2 pedone del bianco · d2 pedone del bianco · e2 pedone del bianco · f2 pedone del bianco · g2 pedone del bianco · h2 pedone del bianco · a1 torre del bianco · b1 re del bianco · c1 alfiere del bianco · d1 donna del bianco · e1 cavallo del bianco · f1 alfiere del bianco · g1 re del bianco · h1 torre del bianco | a8 torre del nero · b8 re del nero · c8 alfiere del nero · d8 donna del nero · e8 cavallo del nero · f8 alfiere del nero · g8 re del nero · h8 torre del nero · a7 pedone del nero · b7 pedone del nero · c7 pedone del nero · d7 pedone del nero · e7 pedone del nero · f7 pedone del nero · g7 pedone del nero · h7 pedone del nero · a2 pedone del bianco · b2 pedone del bianco · c2 pedone del bianco · d2 pedone del bianco · e2 pedone del bianco · f2 pedone del bianco · g2 pedone del bianco · h2 pedone del bianco · a1 torre del bianco · b1 re del bianco · c1 alfiere del bianco · d1 donna del bianco · e1 cavallo del bianco · f1 alfiere del bianco · g1 re del bianco · h1 torre del bianco | a8 torre del nero · b8 re del nero · c8 alfiere del nero · d8 donna del nero · e8 cavallo del nero · f8 alfiere del nero · g8 re del nero · h8 torre del nero · a7 pedone del nero · b7 pedone del nero · c7 pedone del nero · d7 pedone del nero · e7 pedone del nero · f7 pedone del nero · g7 pedone del nero · h7 pedone del nero · a2 pedone del bianco · b2 pedone del bianco · c2 pedone del bianco · d2 pedone del bianco · e2 pedone del bianco · f2 pedone del bianco · g2 pedone del bianco · h2 pedone del bianco · a1 torre del bianco · b1 re del bianco · c1 alfiere del bianco · d1 donna del bianco · e1 cavallo del bianco · f1 alfiere del bianco · g1 re del bianco · h1 torre del bianco | a8 torre del nero · b8 re del nero · c8 alfiere del nero · d8 donna del nero · e8 cavallo del nero · f8 alfiere del nero · g8 re del nero · h8 torre del nero · a7 pedone del nero · b7 pedone del nero · c7 pedone del nero · d7 pedone del nero · e7 pedone del nero · f7 pedone del nero · g7 pedone del nero · h7 pedone del nero · a2 pedone del bianco · b2 pedone del bianco · c2 pedone del bianco · d2 pedone del bianco · e2 pedone del bianco · f2 pedone del bianco · g2 pedone del bianco · h2 pedone del bianco · a1 torre del bianco · b1 re del bianco · c1 alfiere del bianco · d1 donna del bianco · e1 cavallo del bianco · f1 alfiere del bianco · g1 re del bianco · h1 torre del bianco | a8 torre del nero · b8 re del nero · c8 alfiere del nero · d8 donna del nero · e8 cavallo del nero · f8 alfiere del nero · g8 re del nero · h8 torre del nero · a7 pedone del nero · b7 pedone del nero · c7 pedone del nero · d7 pedone del nero · e7 pedone del nero · f7 pedone del nero · g7 pedone del nero · h7 pedone del nero · a2 pedone del bianco · b2 pedone del bianco · c2 pedone del bianco · d2 pedone del bianco · e2 pedone del bianco · f2 pedone del bianco · g2 pedone del bianco · h2 pedone del bianco · a1 torre del bianco · b1 re del bianco · c1 alfiere del bianco · d1 donna del bianco · e1 cavallo del bianco · f1 alfiere del bianco · g1 re del bianco · h1 torre del bianco | a8 torre del nero · b8 re del nero · c8 alfiere del nero · d8 donna del nero · e8 cavallo del nero · f8 alfiere del nero · g8 re del nero · h8 torre del nero · a7 pedone del nero · b7 pedone del nero · c7 pedone del nero · d7 pedone del nero · e7 pedone del nero · f7 pedone del nero · g7 pedone del nero · h7 pedone del nero · a2 pedone del bianco · b2 pedone del bianco · c2 pedone del bianco · d2 pedone del bianco · e2 pedone del bianco · f2 pedone del bianco · g2 pedone del bianco · h2 pedone del bianco · a1 torre del bianco · b1 re del bianco · c1 alfiere del bianco · d1 donna del bianco · e1 cavallo del bianco · f1 alfiere del bianco · g1 re del bianco · h1 torre del bianco | a8 torre del nero · b8 re del nero · c8 alfiere del nero · d8 donna del nero · e8 cavallo del nero · f8 alfiere del nero · g8 re del nero · h8 torre del nero · a7 pedone del nero · b7 pedone del nero · c7 pedone del nero · d7 pedone del nero · e7 pedone del nero · f7 pedone del nero · g7 pedone del nero · h7 pedone del nero · a2 pedone del bianco · b2 pedone del bianco · c2 pedone del bianco · d2 pedone del bianco · e2 pedone del bianco · f2 pedone del bianco · g2 pedone del bianco · h2 pedone del bianco · a1 torre del bianco · b1 re del bianco · c1 alfiere del bianco · d1 donna del bianco · e1 cavallo del bianco · f1 alfiere del bianco · g1 re del bianco · h1 torre del bianco | 7 |
| 6 | a8 torre del nero · b8 re del nero · c8 alfiere del nero · d8 donna del nero · e8 cavallo del nero · f8 alfiere del nero · g8 re del nero · h8 torre del nero · a7 pedone del nero · b7 pedone del nero · c7 pedone del nero · d7 pedone del nero · e7 pedone del nero · f7 pedone del nero · g7 pedone del nero · h7 pedone del nero · a2 pedone del bianco · b2 pedone del bianco · c2 pedone del bianco · d2 pedone del bianco · e2 pedone del bianco · f2 pedone del bianco · g2 pedone del bianco · h2 pedone del bianco · a1 torre del bianco · b1 re del bianco · c1 alfiere del bianco · d1 donna del bianco · e1 cavallo del bianco · f1 alfiere del bianco · g1 re del bianco · h1 torre del bianco | a8 torre del nero · b8 re del nero · c8 alfiere del nero · d8 donna del nero · e8 cavallo del nero · f8 alfiere del nero · g8 re del nero · h8 torre del nero · a7 pedone del nero · b7 pedone del nero · c7 pedone del nero · d7 pedone del nero · e7 pedone del nero · f7 pedone del nero · g7 pedone del nero · h7 pedone del nero · a2 pedone del bianco · b2 pedone del bianco · c2 pedone del bianco · d2 pedone del bianco · e2 pedone del bianco · f2 pedone del bianco · g2 pedone del bianco · h2 pedone del bianco · a1 torre del bianco · b1 re del bianco · c1 alfiere del bianco · d1 donna del bianco · e1 cavallo del bianco · f1 alfiere del bianco · g1 re del bianco · h1 torre del bianco | a8 torre del nero · b8 re del nero · c8 alfiere del nero · d8 donna del nero · e8 cavallo del nero · f8 alfiere del nero · g8 re del nero · h8 torre del nero · a7 pedone del nero · b7 pedone del nero · c7 pedone del nero · d7 pedone del nero · e7 pedone del nero · f7 pedone del nero · g7 pedone del nero · h7 pedone del nero · a2 pedone del bianco · b2 pedone del bianco · c2 pedone del bianco · d2 pedone del bianco · e2 pedone del bianco · f2 pedone del bianco · g2 pedone del bianco · h2 pedone del bianco · a1 torre del bianco · b1 re del bianco · c1 alfiere del bianco · d1 donna del bianco · e1 cavallo del bianco · f1 alfiere del bianco · g1 re del bianco · h1 torre del bianco | a8 torre del nero · b8 re del nero · c8 alfiere del nero · d8 donna del nero · e8 cavallo del nero · f8 alfiere del nero · g8 re del nero · h8 torre del nero · a7 pedone del nero · b7 pedone del nero · c7 pedone del nero · d7 pedone del nero · e7 pedone del nero · f7 pedone del nero · g7 pedone del nero · h7 pedone del nero · a2 pedone del bianco · b2 pedone del bianco · c2 pedone del bianco · d2 pedone del bianco · e2 pedone del bianco · f2 pedone del bianco · g2 pedone del bianco · h2 pedone del bianco · a1 torre del bianco · b1 re del bianco · c1 alfiere del bianco · d1 donna del bianco · e1 cavallo del bianco · f1 alfiere del bianco · g1 re del bianco · h1 torre del bianco | a8 torre del nero · b8 re del nero · c8 alfiere del nero · d8 donna del nero · e8 cavallo del nero · f8 alfiere del nero · g8 re del nero · h8 torre del nero · a7 pedone del nero · b7 pedone del nero · c7 pedone del nero · d7 pedone del nero · e7 pedone del nero · f7 pedone del nero · g7 pedone del nero · h7 pedone del nero · a2 pedone del bianco · b2 pedone del bianco · c2 pedone del bianco · d2 pedone del bianco · e2 pedone del bianco · f2 pedone del bianco · g2 pedone del bianco · h2 pedone del bianco · a1 torre del bianco · b1 re del bianco · c1 alfiere del bianco · d1 donna del bianco · e1 cavallo del bianco · f1 alfiere del bianco · g1 re del bianco · h1 torre del bianco | a8 torre del nero · b8 re del nero · c8 alfiere del nero · d8 donna del nero · e8 cavallo del nero · f8 alfiere del nero · g8 re del nero · h8 torre del nero · a7 pedone del nero · b7 pedone del nero · c7 pedone del nero · d7 pedone del nero · e7 pedone del nero · f7 pedone del nero · g7 pedone del nero · h7 pedone del nero · a2 pedone del bianco · b2 pedone del bianco · c2 pedone del bianco · d2 pedone del bianco · e2 pedone del bianco · f2 pedone del bianco · g2 pedone del bianco · h2 pedone del bianco · a1 torre del bianco · b1 re del bianco · c1 alfiere del bianco · d1 donna del bianco · e1 cavallo del bianco · f1 alfiere del bianco · g1 re del bianco · h1 torre del bianco | a8 torre del nero · b8 re del nero · c8 alfiere del nero · d8 donna del nero · e8 cavallo del nero · f8 alfiere del nero · g8 re del nero · h8 torre del nero · a7 pedone del nero · b7 pedone del nero · c7 pedone del nero · d7 pedone del nero · e7 pedone del nero · f7 pedone del nero · g7 pedone del nero · h7 pedone del nero · a2 pedone del bianco · b2 pedone del bianco · c2 pedone del bianco · d2 pedone del bianco · e2 pedone del bianco · f2 pedone del bianco · g2 pedone del bianco · h2 pedone del bianco · a1 torre del bianco · b1 re del bianco · c1 alfiere del bianco · d1 donna del bianco · e1 cavallo del bianco · f1 alfiere del bianco · g1 re del bianco · h1 torre del bianco | a8 torre del nero · b8 re del nero · c8 alfiere del nero · d8 donna del nero · e8 cavallo del nero · f8 alfiere del nero · g8 re del nero · h8 torre del nero · a7 pedone del nero · b7 pedone del nero · c7 pedone del nero · d7 pedone del nero · e7 pedone del nero · f7 pedone del nero · g7 pedone del nero · h7 pedone del nero · a2 pedone del bianco · b2 pedone del bianco · c2 pedone del bianco · d2 pedone del bianco · e2 pedone del bianco · f2 pedone del bianco · g2 pedone del bianco · h2 pedone del bianco · a1 torre del bianco · b1 re del bianco · c1 alfiere del bianco · d1 donna del bianco · e1 cavallo del bianco · f1 alfiere del bianco · g1 re del bianco · h1 torre del bianco | 6 |
| 5 | a8 torre del nero · b8 re del nero · c8 alfiere del nero · d8 donna del nero · e8 cavallo del nero · f8 alfiere del nero · g8 re del nero · h8 torre del nero · a7 pedone del nero · b7 pedone del nero · c7 pedone del nero · d7 pedone del nero · e7 pedone del nero · f7 pedone del nero · g7 pedone del nero · h7 pedone del nero · a2 pedone del bianco · b2 pedone del bianco · c2 pedone del bianco · d2 pedone del bianco · e2 pedone del bianco · f2 pedone del bianco · g2 pedone del bianco · h2 pedone del bianco · a1 torre del bianco · b1 re del bianco · c1 alfiere del bianco · d1 donna del bianco · e1 cavallo del bianco · f1 alfiere del bianco · g1 re del bianco · h1 torre del bianco | a8 torre del nero · b8 re del nero · c8 alfiere del nero · d8 donna del nero · e8 cavallo del nero · f8 alfiere del nero · g8 re del nero · h8 torre del nero · a7 pedone del nero · b7 pedone del nero · c7 pedone del nero · d7 pedone del nero · e7 pedone del nero · f7 pedone del nero · g7 pedone del nero · h7 pedone del nero · a2 pedone del bianco · b2 pedone del bianco · c2 pedone del bianco · d2 pedone del bianco · e2 pedone del bianco · f2 pedone del bianco · g2 pedone del bianco · h2 pedone del bianco · a1 torre del bianco · b1 re del bianco · c1 alfiere del bianco · d1 donna del bianco · e1 cavallo del bianco · f1 alfiere del bianco · g1 re del bianco · h1 torre del bianco | a8 torre del nero · b8 re del nero · c8 alfiere del nero · d8 donna del nero · e8 cavallo del nero · f8 alfiere del nero · g8 re del nero · h8 torre del nero · a7 pedone del nero · b7 pedone del nero · c7 pedone del nero · d7 pedone del nero · e7 pedone del nero · f7 pedone del nero · g7 pedone del nero · h7 pedone del nero · a2 pedone del bianco · b2 pedone del bianco · c2 pedone del bianco · d2 pedone del bianco · e2 pedone del bianco · f2 pedone del bianco · g2 pedone del bianco · h2 pedone del bianco · a1 torre del bianco · b1 re del bianco · c1 alfiere del bianco · d1 donna del bianco · e1 cavallo del bianco · f1 alfiere del bianco · g1 re del bianco · h1 torre del bianco | a8 torre del nero · b8 re del nero · c8 alfiere del nero · d8 donna del nero · e8 cavallo del nero · f8 alfiere del nero · g8 re del nero · h8 torre del nero · a7 pedone del nero · b7 pedone del nero · c7 pedone del nero · d7 pedone del nero · e7 pedone del nero · f7 pedone del nero · g7 pedone del nero · h7 pedone del nero · a2 pedone del bianco · b2 pedone del bianco · c2 pedone del bianco · d2 pedone del bianco · e2 pedone del bianco · f2 pedone del bianco · g2 pedone del bianco · h2 pedone del bianco · a1 torre del bianco · b1 re del bianco · c1 alfiere del bianco · d1 donna del bianco · e1 cavallo del bianco · f1 alfiere del bianco · g1 re del bianco · h1 torre del bianco | a8 torre del nero · b8 re del nero · c8 alfiere del nero · d8 donna del nero · e8 cavallo del nero · f8 alfiere del nero · g8 re del nero · h8 torre del nero · a7 pedone del nero · b7 pedone del nero · c7 pedone del nero · d7 pedone del nero · e7 pedone del nero · f7 pedone del nero · g7 pedone del nero · h7 pedone del nero · a2 pedone del bianco · b2 pedone del bianco · c2 pedone del bianco · d2 pedone del bianco · e2 pedone del bianco · f2 pedone del bianco · g2 pedone del bianco · h2 pedone del bianco · a1 torre del bianco · b1 re del bianco · c1 alfiere del bianco · d1 donna del bianco · e1 cavallo del bianco · f1 alfiere del bianco · g1 re del bianco · h1 torre del bianco | a8 torre del nero · b8 re del nero · c8 alfiere del nero · d8 donna del nero · e8 cavallo del nero · f8 alfiere del nero · g8 re del nero · h8 torre del nero · a7 pedone del nero · b7 pedone del nero · c7 pedone del nero · d7 pedone del nero · e7 pedone del nero · f7 pedone del nero · g7 pedone del nero · h7 pedone del nero · a2 pedone del bianco · b2 pedone del bianco · c2 pedone del bianco · d2 pedone del bianco · e2 pedone del bianco · f2 pedone del bianco · g2 pedone del bianco · h2 pedone del bianco · a1 torre del bianco · b1 re del bianco · c1 alfiere del bianco · d1 donna del bianco · e1 cavallo del bianco · f1 alfiere del bianco · g1 re del bianco · h1 torre del bianco | a8 torre del nero · b8 re del nero · c8 alfiere del nero · d8 donna del nero · e8 cavallo del nero · f8 alfiere del nero · g8 re del nero · h8 torre del nero · a7 pedone del nero · b7 pedone del nero · c7 pedone del nero · d7 pedone del nero · e7 pedone del nero · f7 pedone del nero · g7 pedone del nero · h7 pedone del nero · a2 pedone del bianco · b2 pedone del bianco · c2 pedone del bianco · d2 pedone del bianco · e2 pedone del bianco · f2 pedone del bianco · g2 pedone del bianco · h2 pedone del bianco · a1 torre del bianco · b1 re del bianco · c1 alfiere del bianco · d1 donna del bianco · e1 cavallo del bianco · f1 alfiere del bianco · g1 re del bianco · h1 torre del bianco | a8 torre del nero · b8 re del nero · c8 alfiere del nero · d8 donna del nero · e8 cavallo del nero · f8 alfiere del nero · g8 re del nero · h8 torre del nero · a7 pedone del nero · b7 pedone del nero · c7 pedone del nero · d7 pedone del nero · e7 pedone del nero · f7 pedone del nero · g7 pedone del nero · h7 pedone del nero · a2 pedone del bianco · b2 pedone del bianco · c2 pedone del bianco · d2 pedone del bianco · e2 pedone del bianco · f2 pedone del bianco · g2 pedone del bianco · h2 pedone del bianco · a1 torre del bianco · b1 re del bianco · c1 alfiere del bianco · d1 donna del bianco · e1 cavallo del bianco · f1 alfiere del bianco · g1 re del bianco · h1 torre del bianco | 5 |
| 4 | a8 torre del nero · b8 re del nero · c8 alfiere del nero · d8 donna del nero · e8 cavallo del nero · f8 alfiere del nero · g8 re del nero · h8 torre del nero · a7 pedone del nero · b7 pedone del nero · c7 pedone del nero · d7 pedone del nero · e7 pedone del nero · f7 pedone del nero · g7 pedone del nero · h7 pedone del nero · a2 pedone del bianco · b2 pedone del bianco · c2 pedone del bianco · d2 pedone del bianco · e2 pedone del bianco · f2 pedone del bianco · g2 pedone del bianco · h2 pedone del bianco · a1 torre del bianco · b1 re del bianco · c1 alfiere del bianco · d1 donna del bianco · e1 cavallo del bianco · f1 alfiere del bianco · g1 re del bianco · h1 torre del bianco | a8 torre del nero · b8 re del nero · c8 alfiere del nero · d8 donna del nero · e8 cavallo del nero · f8 alfiere del nero · g8 re del nero · h8 torre del nero · a7 pedone del nero · b7 pedone del nero · c7 pedone del nero · d7 pedone del nero · e7 pedone del nero · f7 pedone del nero · g7 pedone del nero · h7 pedone del nero · a2 pedone del bianco · b2 pedone del bianco · c2 pedone del bianco · d2 pedone del bianco · e2 pedone del bianco · f2 pedone del bianco · g2 pedone del bianco · h2 pedone del bianco · a1 torre del bianco · b1 re del bianco · c1 alfiere del bianco · d1 donna del bianco · e1 cavallo del bianco · f1 alfiere del bianco · g1 re del bianco · h1 torre del bianco | a8 torre del nero · b8 re del nero · c8 alfiere del nero · d8 donna del nero · e8 cavallo del nero · f8 alfiere del nero · g8 re del nero · h8 torre del nero · a7 pedone del nero · b7 pedone del nero · c7 pedone del nero · d7 pedone del nero · e7 pedone del nero · f7 pedone del nero · g7 pedone del nero · h7 pedone del nero · a2 pedone del bianco · b2 pedone del bianco · c2 pedone del bianco · d2 pedone del bianco · e2 pedone del bianco · f2 pedone del bianco · g2 pedone del bianco · h2 pedone del bianco · a1 torre del bianco · b1 re del bianco · c1 alfiere del bianco · d1 donna del bianco · e1 cavallo del bianco · f1 alfiere del bianco · g1 re del bianco · h1 torre del bianco | a8 torre del nero · b8 re del nero · c8 alfiere del nero · d8 donna del nero · e8 cavallo del nero · f8 alfiere del nero · g8 re del nero · h8 torre del nero · a7 pedone del nero · b7 pedone del nero · c7 pedone del nero · d7 pedone del nero · e7 pedone del nero · f7 pedone del nero · g7 pedone del nero · h7 pedone del nero · a2 pedone del bianco · b2 pedone del bianco · c2 pedone del bianco · d2 pedone del bianco · e2 pedone del bianco · f2 pedone del bianco · g2 pedone del bianco · h2 pedone del bianco · a1 torre del bianco · b1 re del bianco · c1 alfiere del bianco · d1 donna del bianco · e1 cavallo del bianco · f1 alfiere del bianco · g1 re del bianco · h1 torre del bianco | a8 torre del nero · b8 re del nero · c8 alfiere del nero · d8 donna del nero · e8 cavallo del nero · f8 alfiere del nero · g8 re del nero · h8 torre del nero · a7 pedone del nero · b7 pedone del nero · c7 pedone del nero · d7 pedone del nero · e7 pedone del nero · f7 pedone del nero · g7 pedone del nero · h7 pedone del nero · a2 pedone del bianco · b2 pedone del bianco · c2 pedone del bianco · d2 pedone del bianco · e2 pedone del bianco · f2 pedone del bianco · g2 pedone del bianco · h2 pedone del bianco · a1 torre del bianco · b1 re del bianco · c1 alfiere del bianco · d1 donna del bianco · e1 cavallo del bianco · f1 alfiere del bianco · g1 re del bianco · h1 torre del bianco | a8 torre del nero · b8 re del nero · c8 alfiere del nero · d8 donna del nero · e8 cavallo del nero · f8 alfiere del nero · g8 re del nero · h8 torre del nero · a7 pedone del nero · b7 pedone del nero · c7 pedone del nero · d7 pedone del nero · e7 pedone del nero · f7 pedone del nero · g7 pedone del nero · h7 pedone del nero · a2 pedone del bianco · b2 pedone del bianco · c2 pedone del bianco · d2 pedone del bianco · e2 pedone del bianco · f2 pedone del bianco · g2 pedone del bianco · h2 pedone del bianco · a1 torre del bianco · b1 re del bianco · c1 alfiere del bianco · d1 donna del bianco · e1 cavallo del bianco · f1 alfiere del bianco · g1 re del bianco · h1 torre del bianco | a8 torre del nero · b8 re del nero · c8 alfiere del nero · d8 donna del nero · e8 cavallo del nero · f8 alfiere del nero · g8 re del nero · h8 torre del nero · a7 pedone del nero · b7 pedone del nero · c7 pedone del nero · d7 pedone del nero · e7 pedone del nero · f7 pedone del nero · g7 pedone del nero · h7 pedone del nero · a2 pedone del bianco · b2 pedone del bianco · c2 pedone del bianco · d2 pedone del bianco · e2 pedone del bianco · f2 pedone del bianco · g2 pedone del bianco · h2 pedone del bianco · a1 torre del bianco · b1 re del bianco · c1 alfiere del bianco · d1 donna del bianco · e1 cavallo del bianco · f1 alfiere del bianco · g1 re del bianco · h1 torre del bianco | a8 torre del nero · b8 re del nero · c8 alfiere del nero · d8 donna del nero · e8 cavallo del nero · f8 alfiere del nero · g8 re del nero · h8 torre del nero · a7 pedone del nero · b7 pedone del nero · c7 pedone del nero · d7 pedone del nero · e7 pedone del nero · f7 pedone del nero · g7 pedone del nero · h7 pedone del nero · a2 pedone del bianco · b2 pedone del bianco · c2 pedone del bianco · d2 pedone del bianco · e2 pedone del bianco · f2 pedone del bianco · g2 pedone del bianco · h2 pedone del bianco · a1 torre del bianco · b1 re del bianco · c1 alfiere del bianco · d1 donna del bianco · e1 cavallo del bianco · f1 alfiere del bianco · g1 re del bianco · h1 torre del bianco | 4 |
| 3 | a8 torre del nero · b8 re del nero · c8 alfiere del nero · d8 donna del nero · e8 cavallo del nero · f8 alfiere del nero · g8 re del nero · h8 torre del nero · a7 pedone del nero · b7 pedone del nero · c7 pedone del nero · d7 pedone del nero · e7 pedone del nero · f7 pedone del nero · g7 pedone del nero · h7 pedone del nero · a2 pedone del bianco · b2 pedone del bianco · c2 pedone del bianco · d2 pedone del bianco · e2 pedone del bianco · f2 pedone del bianco · g2 pedone del bianco · h2 pedone del bianco · a1 torre del bianco · b1 re del bianco · c1 alfiere del bianco · d1 donna del bianco · e1 cavallo del bianco · f1 alfiere del bianco · g1 re del bianco · h1 torre del bianco | a8 torre del nero · b8 re del nero · c8 alfiere del nero · d8 donna del nero · e8 cavallo del nero · f8 alfiere del nero · g8 re del nero · h8 torre del nero · a7 pedone del nero · b7 pedone del nero · c7 pedone del nero · d7 pedone del nero · e7 pedone del nero · f7 pedone del nero · g7 pedone del nero · h7 pedone del nero · a2 pedone del bianco · b2 pedone del bianco · c2 pedone del bianco · d2 pedone del bianco · e2 pedone del bianco · f2 pedone del bianco · g2 pedone del bianco · h2 pedone del bianco · a1 torre del bianco · b1 re del bianco · c1 alfiere del bianco · d1 donna del bianco · e1 cavallo del bianco · f1 alfiere del bianco · g1 re del bianco · h1 torre del bianco | a8 torre del nero · b8 re del nero · c8 alfiere del nero · d8 donna del nero · e8 cavallo del nero · f8 alfiere del nero · g8 re del nero · h8 torre del nero · a7 pedone del nero · b7 pedone del nero · c7 pedone del nero · d7 pedone del nero · e7 pedone del nero · f7 pedone del nero · g7 pedone del nero · h7 pedone del nero · a2 pedone del bianco · b2 pedone del bianco · c2 pedone del bianco · d2 pedone del bianco · e2 pedone del bianco · f2 pedone del bianco · g2 pedone del bianco · h2 pedone del bianco · a1 torre del bianco · b1 re del bianco · c1 alfiere del bianco · d1 donna del bianco · e1 cavallo del bianco · f1 alfiere del bianco · g1 re del bianco · h1 torre del bianco | a8 torre del nero · b8 re del nero · c8 alfiere del nero · d8 donna del nero · e8 cavallo del nero · f8 alfiere del nero · g8 re del nero · h8 torre del nero · a7 pedone del nero · b7 pedone del nero · c7 pedone del nero · d7 pedone del nero · e7 pedone del nero · f7 pedone del nero · g7 pedone del nero · h7 pedone del nero · a2 pedone del bianco · b2 pedone del bianco · c2 pedone del bianco · d2 pedone del bianco · e2 pedone del bianco · f2 pedone del bianco · g2 pedone del bianco · h2 pedone del bianco · a1 torre del bianco · b1 re del bianco · c1 alfiere del bianco · d1 donna del bianco · e1 cavallo del bianco · f1 alfiere del bianco · g1 re del bianco · h1 torre del bianco | a8 torre del nero · b8 re del nero · c8 alfiere del nero · d8 donna del nero · e8 cavallo del nero · f8 alfiere del nero · g8 re del nero · h8 torre del nero · a7 pedone del nero · b7 pedone del nero · c7 pedone del nero · d7 pedone del nero · e7 pedone del nero · f7 pedone del nero · g7 pedone del nero · h7 pedone del nero · a2 pedone del bianco · b2 pedone del bianco · c2 pedone del bianco · d2 pedone del bianco · e2 pedone del bianco · f2 pedone del bianco · g2 pedone del bianco · h2 pedone del bianco · a1 torre del bianco · b1 re del bianco · c1 alfiere del bianco · d1 donna del bianco · e1 cavallo del bianco · f1 alfiere del bianco · g1 re del bianco · h1 torre del bianco | a8 torre del nero · b8 re del nero · c8 alfiere del nero · d8 donna del nero · e8 cavallo del nero · f8 alfiere del nero · g8 re del nero · h8 torre del nero · a7 pedone del nero · b7 pedone del nero · c7 pedone del nero · d7 pedone del nero · e7 pedone del nero · f7 pedone del nero · g7 pedone del nero · h7 pedone del nero · a2 pedone del bianco · b2 pedone del bianco · c2 pedone del bianco · d2 pedone del bianco · e2 pedone del bianco · f2 pedone del bianco · g2 pedone del bianco · h2 pedone del bianco · a1 torre del bianco · b1 re del bianco · c1 alfiere del bianco · d1 donna del bianco · e1 cavallo del bianco · f1 alfiere del bianco · g1 re del bianco · h1 torre del bianco | a8 torre del nero · b8 re del nero · c8 alfiere del nero · d8 donna del nero · e8 cavallo del nero · f8 alfiere del nero · g8 re del nero · h8 torre del nero · a7 pedone del nero · b7 pedone del nero · c7 pedone del nero · d7 pedone del nero · e7 pedone del nero · f7 pedone del nero · g7 pedone del nero · h7 pedone del nero · a2 pedone del bianco · b2 pedone del bianco · c2 pedone del bianco · d2 pedone del bianco · e2 pedone del bianco · f2 pedone del bianco · g2 pedone del bianco · h2 pedone del bianco · a1 torre del bianco · b1 re del bianco · c1 alfiere del bianco · d1 donna del bianco · e1 cavallo del bianco · f1 alfiere del bianco · g1 re del bianco · h1 torre del bianco | a8 torre del nero · b8 re del nero · c8 alfiere del nero · d8 donna del nero · e8 cavallo del nero · f8 alfiere del nero · g8 re del nero · h8 torre del nero · a7 pedone del nero · b7 pedone del nero · c7 pedone del nero · d7 pedone del nero · e7 pedone del nero · f7 pedone del nero · g7 pedone del nero · h7 pedone del nero · a2 pedone del bianco · b2 pedone del bianco · c2 pedone del bianco · d2 pedone del bianco · e2 pedone del bianco · f2 pedone del bianco · g2 pedone del bianco · h2 pedone del bianco · a1 torre del bianco · b1 re del bianco · c1 alfiere del bianco · d1 donna del bianco · e1 cavallo del bianco · f1 alfiere del bianco · g1 re del bianco · h1 torre del bianco | 3 |
| 2 | a8 torre del nero · b8 re del nero · c8 alfiere del nero · d8 donna del nero · e8 cavallo del nero · f8 alfiere del nero · g8 re del nero · h8 torre del nero · a7 pedone del nero · b7 pedone del nero · c7 pedone del nero · d7 pedone del nero · e7 pedone del nero · f7 pedone del nero · g7 pedone del nero · h7 pedone del nero · a2 pedone del bianco · b2 pedone del bianco · c2 pedone del bianco · d2 pedone del bianco · e2 pedone del bianco · f2 pedone del bianco · g2 pedone del bianco · h2 pedone del bianco · a1 torre del bianco · b1 re del bianco · c1 alfiere del bianco · d1 donna del bianco · e1 cavallo del bianco · f1 alfiere del bianco · g1 re del bianco · h1 torre del bianco | a8 torre del nero · b8 re del nero · c8 alfiere del nero · d8 donna del nero · e8 cavallo del nero · f8 alfiere del nero · g8 re del nero · h8 torre del nero · a7 pedone del nero · b7 pedone del nero · c7 pedone del nero · d7 pedone del nero · e7 pedone del nero · f7 pedone del nero · g7 pedone del nero · h7 pedone del nero · a2 pedone del bianco · b2 pedone del bianco · c2 pedone del bianco · d2 pedone del bianco · e2 pedone del bianco · f2 pedone del bianco · g2 pedone del bianco · h2 pedone del bianco · a1 torre del bianco · b1 re del bianco · c1 alfiere del bianco · d1 donna del bianco · e1 cavallo del bianco · f1 alfiere del bianco · g1 re del bianco · h1 torre del bianco | a8 torre del nero · b8 re del nero · c8 alfiere del nero · d8 donna del nero · e8 cavallo del nero · f8 alfiere del nero · g8 re del nero · h8 torre del nero · a7 pedone del nero · b7 pedone del nero · c7 pedone del nero · d7 pedone del nero · e7 pedone del nero · f7 pedone del nero · g7 pedone del nero · h7 pedone del nero · a2 pedone del bianco · b2 pedone del bianco · c2 pedone del bianco · d2 pedone del bianco · e2 pedone del bianco · f2 pedone del bianco · g2 pedone del bianco · h2 pedone del bianco · a1 torre del bianco · b1 re del bianco · c1 alfiere del bianco · d1 donna del bianco · e1 cavallo del bianco · f1 alfiere del bianco · g1 re del bianco · h1 torre del bianco | a8 torre del nero · b8 re del nero · c8 alfiere del nero · d8 donna del nero · e8 cavallo del nero · f8 alfiere del nero · g8 re del nero · h8 torre del nero · a7 pedone del nero · b7 pedone del nero · c7 pedone del nero · d7 pedone del nero · e7 pedone del nero · f7 pedone del nero · g7 pedone del nero · h7 pedone del nero · a2 pedone del bianco · b2 pedone del bianco · c2 pedone del bianco · d2 pedone del bianco · e2 pedone del bianco · f2 pedone del bianco · g2 pedone del bianco · h2 pedone del bianco · a1 torre del bianco · b1 re del bianco · c1 alfiere del bianco · d1 donna del bianco · e1 cavallo del bianco · f1 alfiere del bianco · g1 re del bianco · h1 torre del bianco | a8 torre del nero · b8 re del nero · c8 alfiere del nero · d8 donna del nero · e8 cavallo del nero · f8 alfiere del nero · g8 re del nero · h8 torre del nero · a7 pedone del nero · b7 pedone del nero · c7 pedone del nero · d7 pedone del nero · e7 pedone del nero · f7 pedone del nero · g7 pedone del nero · h7 pedone del nero · a2 pedone del bianco · b2 pedone del bianco · c2 pedone del bianco · d2 pedone del bianco · e2 pedone del bianco · f2 pedone del bianco · g2 pedone del bianco · h2 pedone del bianco · a1 torre del bianco · b1 re del bianco · c1 alfiere del bianco · d1 donna del bianco · e1 cavallo del bianco · f1 alfiere del bianco · g1 re del bianco · h1 torre del bianco | a8 torre del nero · b8 re del nero · c8 alfiere del nero · d8 donna del nero · e8 cavallo del nero · f8 alfiere del nero · g8 re del nero · h8 torre del nero · a7 pedone del nero · b7 pedone del nero · c7 pedone del nero · d7 pedone del nero · e7 pedone del nero · f7 pedone del nero · g7 pedone del nero · h7 pedone del nero · a2 pedone del bianco · b2 pedone del bianco · c2 pedone del bianco · d2 pedone del bianco · e2 pedone del bianco · f2 pedone del bianco · g2 pedone del bianco · h2 pedone del bianco · a1 torre del bianco · b1 re del bianco · c1 alfiere del bianco · d1 donna del bianco · e1 cavallo del bianco · f1 alfiere del bianco · g1 re del bianco · h1 torre del bianco | a8 torre del nero · b8 re del nero · c8 alfiere del nero · d8 donna del nero · e8 cavallo del nero · f8 alfiere del nero · g8 re del nero · h8 torre del nero · a7 pedone del nero · b7 pedone del nero · c7 pedone del nero · d7 pedone del nero · e7 pedone del nero · f7 pedone del nero · g7 pedone del nero · h7 pedone del nero · a2 pedone del bianco · b2 pedone del bianco · c2 pedone del bianco · d2 pedone del bianco · e2 pedone del bianco · f2 pedone del bianco · g2 pedone del bianco · h2 pedone del bianco · a1 torre del bianco · b1 re del bianco · c1 alfiere del bianco · d1 donna del bianco · e1 cavallo del bianco · f1 alfiere del bianco · g1 re del bianco · h1 torre del bianco | a8 torre del nero · b8 re del nero · c8 alfiere del nero · d8 donna del nero · e8 cavallo del nero · f8 alfiere del nero · g8 re del nero · h8 torre del nero · a7 pedone del nero · b7 pedone del nero · c7 pedone del nero · d7 pedone del nero · e7 pedone del nero · f7 pedone del nero · g7 pedone del nero · h7 pedone del nero · a2 pedone del bianco · b2 pedone del bianco · c2 pedone del bianco · d2 pedone del bianco · e2 pedone del bianco · f2 pedone del bianco · g2 pedone del bianco · h2 pedone del bianco · a1 torre del bianco · b1 re del bianco · c1 alfiere del bianco · d1 donna del bianco · e1 cavallo del bianco · f1 alfiere del bianco · g1 re del bianco · h1 torre del bianco | 2 |
| 1 | a8 torre del nero · b8 re del nero · c8 alfiere del nero · d8 donna del nero · e8 cavallo del nero · f8 alfiere del nero · g8 re del nero · h8 torre del nero · a7 pedone del nero · b7 pedone del nero · c7 pedone del nero · d7 pedone del nero · e7 pedone del nero · f7 pedone del nero · g7 pedone del nero · h7 pedone del nero · a2 pedone del bianco · b2 pedone del bianco · c2 pedone del bianco · d2 pedone del bianco · e2 pedone del bianco · f2 pedone del bianco · g2 pedone del bianco · h2 pedone del bianco · a1 torre del bianco · b1 re del bianco · c1 alfiere del bianco · d1 donna del bianco · e1 cavallo del bianco · f1 alfiere del bianco · g1 re del bianco · h1 torre del bianco | a8 torre del nero · b8 re del nero · c8 alfiere del nero · d8 donna del nero · e8 cavallo del nero · f8 alfiere del nero · g8 re del nero · h8 torre del nero · a7 pedone del nero · b7 pedone del nero · c7 pedone del nero · d7 pedone del nero · e7 pedone del nero · f7 pedone del nero · g7 pedone del nero · h7 pedone del nero · a2 pedone del bianco · b2 pedone del bianco · c2 pedone del bianco · d2 pedone del bianco · e2 pedone del bianco · f2 pedone del bianco · g2 pedone del bianco · h2 pedone del bianco · a1 torre del bianco · b1 re del bianco · c1 alfiere del bianco · d1 donna del bianco · e1 cavallo del bianco · f1 alfiere del bianco · g1 re del bianco · h1 torre del bianco | a8 torre del nero · b8 re del nero · c8 alfiere del nero · d8 donna del nero · e8 cavallo del nero · f8 alfiere del nero · g8 re del nero · h8 torre del nero · a7 pedone del nero · b7 pedone del nero · c7 pedone del nero · d7 pedone del nero · e7 pedone del nero · f7 pedone del nero · g7 pedone del nero · h7 pedone del nero · a2 pedone del bianco · b2 pedone del bianco · c2 pedone del bianco · d2 pedone del bianco · e2 pedone del bianco · f2 pedone del bianco · g2 pedone del bianco · h2 pedone del bianco · a1 torre del bianco · b1 re del bianco · c1 alfiere del bianco · d1 donna del bianco · e1 cavallo del bianco · f1 alfiere del bianco · g1 re del bianco · h1 torre del bianco | a8 torre del nero · b8 re del nero · c8 alfiere del nero · d8 donna del nero · e8 cavallo del nero · f8 alfiere del nero · g8 re del nero · h8 torre del nero · a7 pedone del nero · b7 pedone del nero · c7 pedone del nero · d7 pedone del nero · e7 pedone del nero · f7 pedone del nero · g7 pedone del nero · h7 pedone del nero · a2 pedone del bianco · b2 pedone del bianco · c2 pedone del bianco · d2 pedone del bianco · e2 pedone del bianco · f2 pedone del bianco · g2 pedone del bianco · h2 pedone del bianco · a1 torre del bianco · b1 re del bianco · c1 alfiere del bianco · d1 donna del bianco · e1 cavallo del bianco · f1 alfiere del bianco · g1 re del bianco · h1 torre del bianco | a8 torre del nero · b8 re del nero · c8 alfiere del nero · d8 donna del nero · e8 cavallo del nero · f8 alfiere del nero · g8 re del nero · h8 torre del nero · a7 pedone del nero · b7 pedone del nero · c7 pedone del nero · d7 pedone del nero · e7 pedone del nero · f7 pedone del nero · g7 pedone del nero · h7 pedone del nero · a2 pedone del bianco · b2 pedone del bianco · c2 pedone del bianco · d2 pedone del bianco · e2 pedone del bianco · f2 pedone del bianco · g2 pedone del bianco · h2 pedone del bianco · a1 torre del bianco · b1 re del bianco · c1 alfiere del bianco · d1 donna del bianco · e1 cavallo del bianco · f1 alfiere del bianco · g1 re del bianco · h1 torre del bianco | a8 torre del nero · b8 re del nero · c8 alfiere del nero · d8 donna del nero · e8 cavallo del nero · f8 alfiere del nero · g8 re del nero · h8 torre del nero · a7 pedone del nero · b7 pedone del nero · c7 pedone del nero · d7 pedone del nero · e7 pedone del nero · f7 pedone del nero · g7 pedone del nero · h7 pedone del nero · a2 pedone del bianco · b2 pedone del bianco · c2 pedone del bianco · d2 pedone del bianco · e2 pedone del bianco · f2 pedone del bianco · g2 pedone del bianco · h2 pedone del bianco · a1 torre del bianco · b1 re del bianco · c1 alfiere del bianco · d1 donna del bianco · e1 cavallo del bianco · f1 alfiere del bianco · g1 re del bianco · h1 torre del bianco | a8 torre del nero · b8 re del nero · c8 alfiere del nero · d8 donna del nero · e8 cavallo del nero · f8 alfiere del nero · g8 re del nero · h8 torre del nero · a7 pedone del nero · b7 pedone del nero · c7 pedone del nero · d7 pedone del nero · e7 pedone del nero · f7 pedone del nero · g7 pedone del nero · h7 pedone del nero · a2 pedone del bianco · b2 pedone del bianco · c2 pedone del bianco · d2 pedone del bianco · e2 pedone del bianco · f2 pedone del bianco · g2 pedone del bianco · h2 pedone del bianco · a1 torre del bianco · b1 re del bianco · c1 alfiere del bianco · d1 donna del bianco · e1 cavallo del bianco · f1 alfiere del bianco · g1 re del bianco · h1 torre del bianco | a8 torre del nero · b8 re del nero · c8 alfiere del nero · d8 donna del nero · e8 cavallo del nero · f8 alfiere del nero · g8 re del nero · h8 torre del nero · a7 pedone del nero · b7 pedone del nero · c7 pedone del nero · d7 pedone del nero · e7 pedone del nero · f7 pedone del nero · g7 pedone del nero · h7 pedone del nero · a2 pedone del bianco · b2 pedone del bianco · c2 pedone del bianco · d2 pedone del bianco · e2 pedone del bianco · f2 pedone del bianco · g2 pedone del bianco · h2 pedone del bianco · a1 torre del bianco · b1 re del bianco · c1 alfiere del bianco · d1 donna del bianco · e1 cavallo del bianco · f1 alfiere del bianco · g1 re del bianco · h1 torre del bianco | 1 |
|   | a | b | c | d | e | f | g | h |   |

## Regole del gioco
Le regole sono simili a quelle degli scacchi, tutti i pezzi si muovono nello stesso modo. Il gioco si differenzia dagli scacchi per via del fatto che lo scopo del gioco non è dare scacco matto al re ma all'unico cavallo avversario. Viceversa i due re a disposizione di ogni giocatore sono dei pezzi normali, cioè possono essere mangiati durante la partita. Il cavallo può arroccare in modo analogo agli scacchi. Un pedone può essere promosso a qualunque pezzo, re compreso, tranne che a cavallo.

## Numero e valore
| pezzo   | simbolo | numero | valore |  |
| ------- | ------- | ------ | ------ |  |
| Pedone  |         | 8      | 1      |  |
| Re      |         | 2      | 3,25   |  |
| Alfiere |         | 2      | 3,25   |  |
| Torre   |         | 2      | 5      |  |
| Donna   |         | 1      | 9      |  |
| Cavallo |         | 1      | ∝ (3)  |  |